# 魏斯塞峰

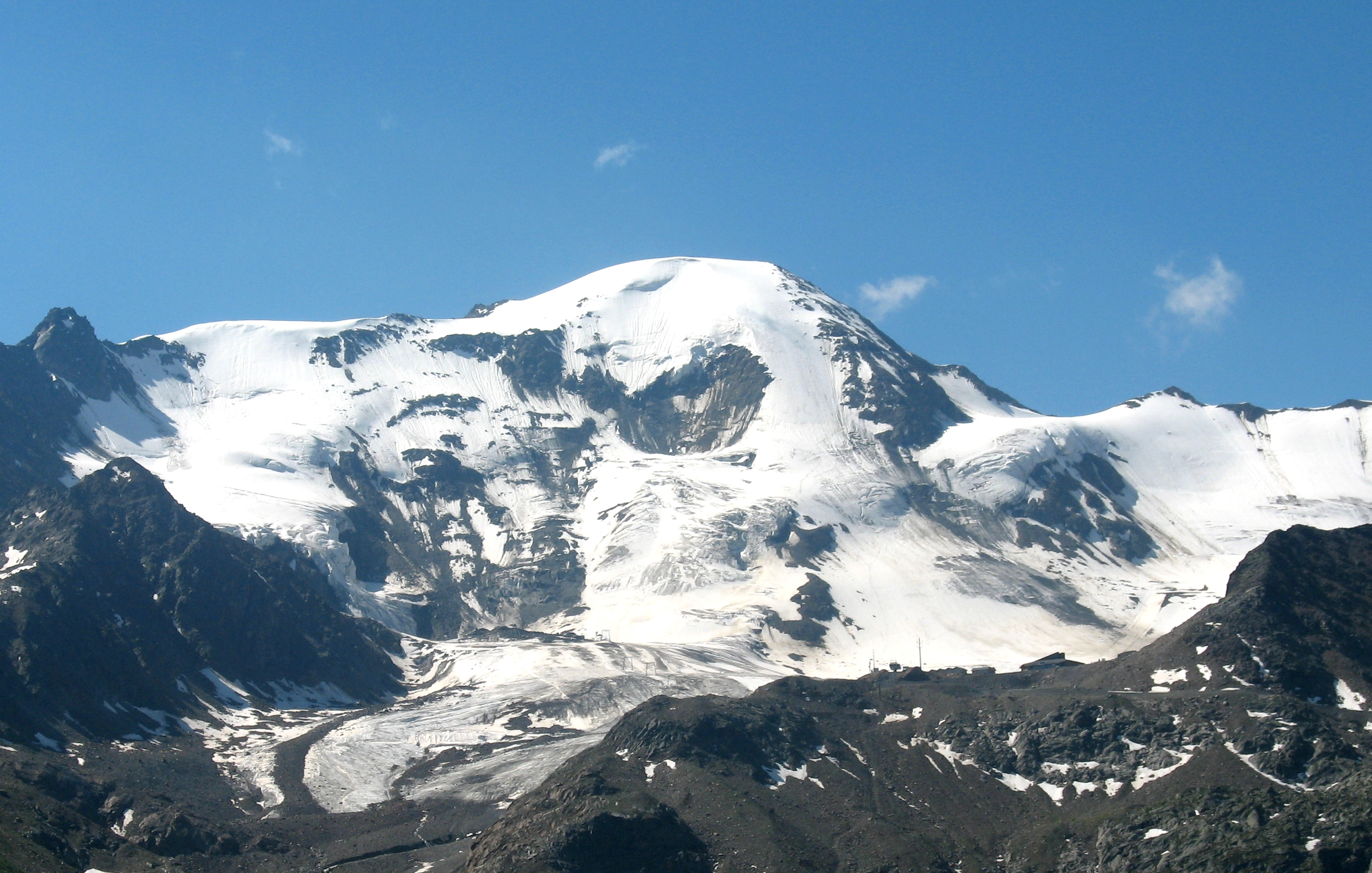

46°50′48″N 10°43′02″E / 46.84667°N 10.71722°E
魏斯塞峰（德語：Weißseespitze），是中歐的山峰，位於奧地利和意大利接壤的邊境，屬於奧茲塔爾阿爾卑斯山脈的一部分，海拔高度3,526米，人類在1870年首次登頂。